# Roland TR-606
De TR-606 is een analoge drumcomputer, geproduceerd door Roland van 1981 tot 1983.

## Geschiedenis
De TR-606 en TB-303 kwamen uit in 1981 als een set muziekinstrumenten. De TR-606 werd gepromoot samen met de TB-303 bas-synthesizer als bassectie voor gitaristen om zonder groepsleden te kunnen oefenen. Het programmeren van de apparaten was lastig en de belangstelling verdween. Meer artiesten gingen gesampelde klanken in hun muziek gebruiken, en het einde leek in zicht.
Sinds de opkomst van populaire analoge drumklanken, is de belangstelling voor de TR-606 sterk toegenomen. De TR-606 wordt in moderne muziek nog gebruikt door muzikanten en dj's in de elektronische muziek.

## Klanken
De TR-606 kent de volgende, niet te bewerken klanken:
- basdrum
- snaredrum
- lage tom
- hoge tom
- cymbaal
- open high-hat
- gesloten high-hat

De klanken zijn te mixen met zes kleine draaiknoppen. Ook kunnen er accenten worden gelegd in de drums. De sterkte hiervan is aan te passen.

## Bekende gebruikers
De TR-606 wordt tot vandaag nog steeds gebruikt door onder andere: Uberzone, Cirrus, Sneaker Pimps, Download, Aphex Twin, Astral Projection, Nine Inch Nails, Mr. Oizo, Jimi Tenor, Kid 606, OMD, Moby, Freddy Fresh, Autechre, Luke Vibert ,The Sisters of Mercy ,en Union Jack.